# 5012 Eurymedon
5012 Eurymedon este o planetă minoră (asteroid), cu un diametru de 36,96 km, din Asteroid troian al lui Jupiter. A fost descoperită pe 17 octombrie 1960 la Observatorul Palomar de Cornelis Johannes van Houten și a fost numită după Eurymedon⁠(d). 
Obiectul prezintă o orbită caracterizată de o semiaxă mare de 5,2659717 UAi, o excentricitate de 0,085, o înclinație de 4,99426 ° în raport cu ecliptica.